# Obtest
Obtest — литовський фолк-блек-метал-гурт.

## Історія
Заснований у Вільнюсі наприкінці 1992 року. Надихнули їх першою чергою скандинавські блек-метал команди — Enslaved, Grand Belial's Key, Mayhem, Darkthrone та інші, а також їх кумири молодості — Manowar, AC/DC, Grave. Спочатку музиканти грали брутальний дез-метал, проте пізніше перейшли до блек-металу.
Тематика більшості пісень — язичництво, війни, історія Литви і литовська міфологія. Самі музиканти визначають свій стиль як «язичницький бойовий хеві-метал».

## Склад
- Baalberith — вокал
- Евалдас Бабенскас «Sadlave» — гітара
- Енрікас Славінскіс — гітара
- Артур Гусєв «Demonas» — бас-гітара
- Insmuth — ударні

## Дискографія
- 1995 — Oldness Comming (демо)
- 1995 — Live at Poltergeist (демо)
- 1995 — Prieš Audrą (демо)
- 1997 — Tūkstantmetis
- 1998 — 9 9 7 (EP)
- 2001 — Prisiek (EP)
- 2001 — Auka Seniems Dievams
- 2003 — Dvylika juodvarnių (EP)
- 2004 — Tėvynei (концертний відеоальбом)
- 2005 — Iš kartos į kartą
- 2006 — Prieš audrą (EP)
- 2008 — Gyvybės medis
- 2011 — Amžina Aušra (сингл)
- 2012 — Prieš Audrą (збірник)